# Hatikva (parti politique)
Pour les articles homonymes, voir Hatikva (homonymie).
Hatikva (hébreu : התקווה, litt. L'espoir) est un parti politique israélien mineur. Parti laïc de droite, il est dirigé par Aryeh Eldad, et constitue l'une des composantes de l'alliance Union nationale.
Formé à la fin de l'année 2007, il fut officiellement enregistré le 9 décembre 2007,. Aryeh Eldad avait indiqué que le parti devait avoir 5000 membres « pour être légalement autorisé à lever jusqu'à 2 millions de shekels pour chaque candidat concourant à la présidence du parti ».
Pour les élections législatives de 2009, le parti rejoint l'alliance Union nationale, Aryeh Eldad occupant la quatrième place sur la liste soumise au scrutin.
En novembre 2012, ce parti fusionne avec le parti Front national juif pour former le parti Otzma Yehudit.